# Alvin Daniel
Alvin Daniel (* 30. August 1968 in Point Fortin) ist ein ehemaliger Sprinter aus Trinidad und Tobago, der sich auf den Sprint spezialisiert hat. 1993 gewann er mit der 4-mal-400-Meter-Staffel die Silbermedaille bei den Hallenweltmeisterschaften in Toronto.

## Sportliche Laufbahn
Erste internationale Erfahrungen sammelte Alvin Daniel vermutlich im Jahr 1986, als er bei den Juniorenweltmeisterschaften in Athen mit 11,01 s in der ersten Runde im 100-Meter-Lauf ausschied und im Halbfinale über 200 Meter nicht mehr an den Start ging. Im Jahr darauf siegte er bei den CARIFTA Games in Port of Spain in 20,94 s im 200-Meter-Lauf und bei den Panamerikanischen Spielen in Indianapolis schied er mit 21,41 s im Vorlauf aus. 1990 kam er bei den Commonwealth Games in Auckland in der ersten Runde über 400 Meter nicht ins Ziel und wurde mit der 4-mal-400-Meter-Staffel im Vorlauf disqualifiziert. Anschließend gewann er bei den Zentralamerika- und Karibikspielen in Mexiko-Stadt in 45,58 s die Silbermedaille im 400-Meter-Lauf hinter dem Kubaner Roberto Hernández. Im Jahr darauf belegte er bei den Hallenweltmeisterschaften in Sevilla in 62,39 s den sechsten Platz über 400 Meter und wurde mit der Staffel im Vorlauf disqualifiziert. Im August schied er bei den Panamerikanischen Spielen in Havanna mit 47,17 s in der Vorrunde über 400 Meter aus und belegte mit der Staffel in 3:06,91 min den vierten Platz. Kurz darauf schied er bei den Weltmeisterschaften in Tokio mit 46,23 s im Halbfinale über 400 Meter aus. 1992 schied er bei den Olympischen Sommerspielen in Barcelona mit 46,44 s im Viertelfinale im Einzelbewerb aus und belegte im Staffelbewerb in 3:03,91 min im Finale den sechsten Platz. Zudem war er Fahnenträger seiner Nation während der Eröffnungsveranstaltung der Spiele.
1993 schied er bei den Hallenweltmeisterschaften in Toronto mit 47,56 s in der ersten Runde über 400 Meter aus und gewann mit der 4-mal-400-Meter-Staffel in 3:07,02 min gemeinsam mit Dazel Jules, Neil de Silva und Ian Morris die Silbermedaille hinter dem US-amerikanischen Team. 1995 schied er bei den Panamerikanischen Spielen in Mar del Plata mit 47,75 s im Vorlauf über 400 Meter aus und im August schied er bei den Weltmeisterschaften in Göteborg mit 10,81 s in der ersten Runde über 100 Meter aus. Zudem kam er mit der 4-mal-100-Meter-Staffel mit 40,09 s nicht über den Vorlauf hinaus. 1999 erreichte er mit der 4-mal-400-Meter-Staffel das Finale bei den Panamerikanischen Spielen in Winnipeg, ging dort aber nicht mehr an den Start. Daraufhin beendete er seine aktive sportliche Karriere im Alter von 30 Jahren.

## Persönliche Bestzeiten
- 100 Meter: 10,1 s, 13. Mai 1995 in Port of Spain
- 200 Meter: 20,3 s, 13. Juni 1987 in Port of Spain
- 400 Meter: 44,84 s, 28. Juni 1992 in Birmingham
  - 400 Meter (Halle): 45,92 s, 2. Februar 1992 in Stuttgart